# Élections générales nunavoises de 2021
Les élections générales nunavoises de 2021 ont lieu le 25 octobre 2021 afin de renouveler les membres de l'Assemblée législative du Nunavut. 

## Contexte
Le Nunavut fonctionne par un système de gouvernement de consensus et il n'y a donc aucun parti politique. Peu après les élections territoriales, les députés se réunissent pour choisir parmi eux un cabinet ministériel et un premier ministre.

## Système électoral
L'Assemblée législative est composée de 22 sièges pourvus pour quatre ans au scrutin uninominal majoritaire à un tour dans autant de circonscriptions électorales.